# Roberto Infascelli (producteur)
Pour les articles homonymes, voir Roberto Infascelli.
Roberto Infascelli, né le 11 décembre 1938 à Rome et mort le 17 août 1977 à la suite d'un accident de la route en France, est un producteur, scénariste et réalisateur italien.

## Biographie
Roberto Infascelli, fils du producteur Carlo Infascelli, frère du producteur Paolo Infascelli, père du réalisateur Alex Infascelli et oncle de l'acteur Roberto Infascelli, était un réalisateur et producteur de cinéma italien, l'un des promoteurs du poliziottesco des années 1970. Il a produit la longue et prolifique série de La polizia... via la maison de production Primex Italiana. ses films ont été les précurseurs d'un style encore usité aujourd'hui dans les séries télévisées. Une rétrospective posthume a été consacrée à sa filmographie au XIIe Festival intermunicipal du film amateur de Brescia en 2011.
Actif pendant une décennie sur la scène cinématographique nationale avec Primex Italiana, Roberto Infascelli a débuté comme producteur des premiers westerns spaghetti du réalisateur Luigi Vanzi, avant de rejoindre le genre poliziottesco. Il produit Société anonyme anti-crime (La polizia ringrazia, 1972), le premier film de la série La polizia. Il est réalisé par Stefano Vanzina et la distribution se compose de Enrico Maria Salerno pour la première fois dans le rôle du commissaire, Mario Adorf et Mariangela Melato. Le titre du film a été mal prononcé par Paolo Villaggio en 1976 dans Il secondo tragico Fantozzi, devenant La polizia s'incazza (litt. « La police s'énerve »). Il a également produit Le Grand Kidnapping (La polizia sta a guardare) en 1973, dont Infascelli était également le réalisateur, et La Lame infernale (La polizia chiede aiuto), un film réalisé par Massimo Dallamano en 1974.
Ces deux derniers films se déroulent dans le Brescia des années de plomb, rendant visibles sur pellicule les tensions politiques qui ont précédé l'attentat de la place de la Loggia,. Pour ces premiers films de la série La polizia, la bande originale a été confiée par Infascelli à Stelvio Cipriani. La même bande originale a été utilisée d'abord dans Le Grand Kidnapping, puis dans La Lame infernale. Quentin Tarantino a réutilisé la même bande son survoltée dans le film Boulevard de la mort (2007) pour accompagner les scènes de poursuite en voiture à la fin du film, en hommage au film réalisé par Infascelli.
Avant sa mort précoce, Roberto Infascelli a produit deux autres films avec Steno, la célèbre comédie italienne Fièvre de cheval avec Gigi Proietti et Enrico Montesano, et Enquête à l'italienne, un giallo aux tonalités policières avec Marcello Mastroianni et Ursula Andress. Alors que le film est en cours de montage, Infascelli meurt dans un accident de voiture en France, lors de l'inspection d'un film romantique qu'il devait réaliser et produire lui-même.

## Filmographie

### Producteur
- 1960 : Le Bal des espions de Michel Clément et Umberto Scarpelli
- 1964 : Les Sept de Thèbes (Sette a Tebe) de Luigi Vanzi
- 1967 : Un dollar entre les dents (Un dollaro tra i denti) de Luigi Vanzi
- 1967 : Un homme, un cheval et un pistolet (Un uomo, un cavallo, una pistola) de Luigi Vanzi
- 1968 : Le Cavalier et le Samouraï (Lo straniero di silenzio) de Luigi Vanzi
- 1969 : Les Guerriers de l'enfer (I diavoli della guerra) de Bitto Albertini
- 1970 : Le Secret des soldats d'argile (Il segreto dei soldati di argilla) de Luigi Vanzi
- 1972 : Société anonyme anti-crime (La polizia ringrazia) de Steno
- 1973 : Le Grand Kidnapping (La polizia sta a guardare ) de lui-même
- 1974 : La Lame infernale (La polizia chiede aiuto) de Massimo Dallamano
- 1976 : Fièvre de cheval (Febbre da cavallo) de Steno
- 1977 : Enquête à l'italienne (Doppio delitto) de Steno

### Scénariste
- 1973 : Sans sommation de Bruno Gantillon
- 1973 : Le Grand Kidnapping (La polizia sta a guardare ) de lui-même
- 1975 : La bête tue de sang-froid (L'ultimo treno della notte) d'Aldo Lado

### Réalisateur
- 1968 : Luana, fille de la jungle (Luana la figlia delle foresta vergine)
- 1973 : Le Grand Kidnapping (La polizia sta a guardare )